# Aldo Masciotta
Aldo Masciotta (Casacalenda, 14 de agosto de 1909-Turín, 24 de abril de 1996) fue un deportista italiano que compitió en esgrima, especialista en la modalidad de sable.
Participó en los Juegos Olímpicos de Berlín 1936, obteniendo una medalla de plata en la prueba por equipos. Ganó cuatro medallas en el Campeonato Mundial de Esgrima entre los años 1935 y 1938.

## Palmarés internacional
| Juegos Olímpicos   | Juegos Olímpicos          | Juegos Olímpicos | Juegos Olímpicos  |
| Año                | Lugar                     | Medalla          | Prueba            |
| ------------------ | ------------------------- | ---------------- | ----------------- |
| 1936               | Berlín (Alemania)         | Medalla de plata | Sable por equipos |
| Campeonato Mundial |                           |                  |                   |
| Año                | Lugar                     | Medalla          | Prueba            |
| 1935               | Lausana (Suiza)           | Medalla de plata | Sable por equipos |
| 1937               | París (Francia)           | Medalla de plata | Sable por equipos |
| 1938               | Pieštany (Checoslovaquia) | Medalla de oro   | Sable por equipos |
| 1938               | Pieštany (Checoslovaquia) | Medalla de plata | Sable individual  |